# Bobby Tarantino
Bobby Tarantino è il quinto mixtape del rapper statunitense Logic, pubblicato il primo luglio del 2016. Prodotto dalla Visionary Music Group e dalla Def Jam, l'album è prodotto da 61x e da Logic.
Nel mercato statunitense, Bobby Tarantino entra nella Billboard 200 esordendo alla posizione 16, con un equivalente di 19.000 unità vendute. L'album vende 8.000 copie nella sua prima settimana. Alla terza settimana, il mixtape raggiunge il dodicesimo posto nella Billboard 200. A fine anno è alla posizione 162 della Billboard 200 e alla 51 della chart di fine anno dedicata agli album hip hop. Bobby Tarantino entra anche nella classifica canadese e raggiunge la prima posizione tra gli Heetseeker Albums della Nuova Zelanda.

## Tracce
1. illuminatro – 0:48
2. Flexicution – 3:39
3. The Jam – 3:58
4. Slave II – 3:17
5. A Word from Our Sponsor – 3:02
6. Wrist (featuring Pusha T) – 3:26
7. Super Mario World – 2:58
8. Studio Ambience at Night: Malibu – 0:56
9. 44 Bars – 3:02
10. Slave – 3:00
11. Deeper Than Money – 4:18

Durata totale: 32:24

## Classifiche

### Classifiche settimanali
| Classifica (2016)               | Posizione massima |
| ------------------------------- | ----------------- |
| Canada                          | 50                |
| Nuova Zelanda Heatseeker Albums | 1                 |
| Stati Uniti                     | 12                |
| US Digital Albums               | 2                 |
| US Rap Albums                   | 2                 |
| US Top Album Sales              | 8                 |
| US Top R&B/Hip-Hop Albums       | 2                 |

### Classifiche di fine anno
| Classifica (2016)         | Posizione massima |
| ------------------------- | ----------------- |
| Stati Uniti               | 162               |
| US Top R&B/Hip-Hop Albums | 51                |